# Styloniscus mauritiensis
Styloniscus mauritiensis is een pissebed uit de familie Styloniscidae. De wetenschappelijke naam van de soort is voor het eerst geldig gepubliceerd in 1936 door Keppel Harcourt Barnard.